# Bannockburn (Reino Unido)
Bannockburn (en gaélico escocés: Allt a' Bhonnaich) es un pueblo al sur de la ciudad de Stirling, en Escocia. Lleva el nombre del burn (arroyo) de Bannock, que atraviesa el pueblo antes de desembocar en el río Forth.

## Historia
Tierra en las cercanías de la aldea de Bannockburn, probablemente entre los burns de Pelstream y Bannock fue el sitio de la Batalla de Bannockburn —librada en 1314— una de las batallas clave de los siglos XIII y XIV de las Guerras de Independencia entre los reinos de Escocia e Inglaterra. Un gran monumento y centro de visitantes está situado cerca del lugar de la batalla.

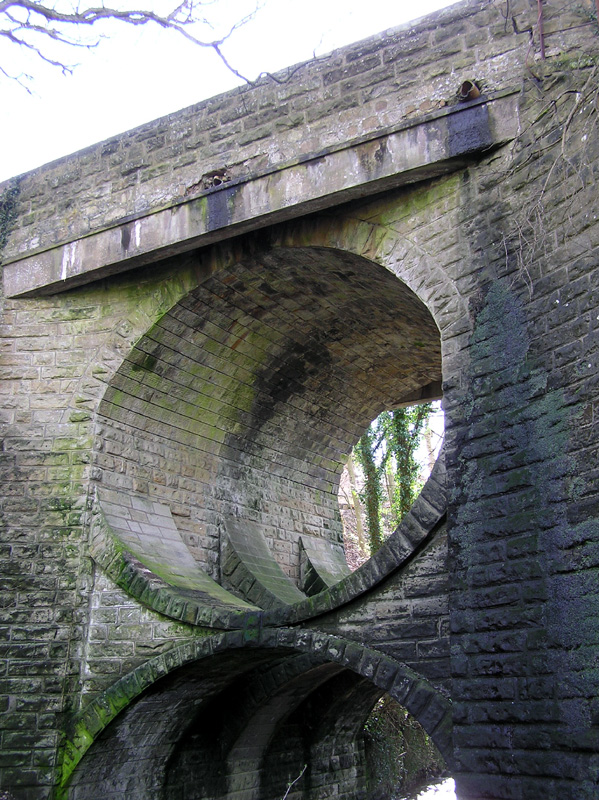
Puente vial de arco circular sobre el arroyo Bannock, diseñado por Telford.

A finales del siglo XVIII y principios del siglo XIX la familia Wilson de Bannockburn diseñó y tejió tartanes para el ejército británico. Muchos de los llamados tartanes de clan fueron creados por los Wilson en respuesta a las necesidades de los jefes de clanes que, sin sus propios tartanes auténticos, se acercaron a los Wilson para los patrones adecuados. La visita del rey Jorge IV a Edimburgo en 1822 y su insistencia en que los jefes de los clanes asistieran a sus banquetes y recepciones en sus tartanes de clan, promovió esta reacción. La familia Wilson dejó el negocio en 1924. 
Un puente con arco circular, construido por el ingeniero Thomas Telford, se extiende por el arroyo aguas por abajo del lugar de la batalla. El crecimiento de Stirling y Bannockburn durante los siglos XIX y XX significa que los dos ya forman una conurbación contigua, y se incorporó Bannockburn últimamente en la ciudad (then royal burgh) de Stirling. Bannockburn tenía una población de 7,352 habitantes en el momento del censo de 2001.
El área contiene los servicios más necesarios, incluyendo una biblioteca, banco y tiendas locales. Es servido por la escuela primaria de Bannockburn, en el centro de la comunidad y la Bannockburn High School en las cercanías de Broomridge. Varios nuevos planes de vivienda privada se han construido en este lugar y alrededores de Bannockburn desde la década de 1990, generando presión cada vez mayor en la escuela secundaria ya-sobrepoblada. Como resultado de esto, la Bannockburn High School, en 2007 y 2008, se ha ampliado para proporcionar capacidad adicional. 
Bannockburn solía tener una estación de ferrocarril situada al lado del sitio de la estación de autobuses, pero los residentes que deseen utilizar el tren hoy en día tienen que viajar hasta el centro de Stirling.

## Deportes
Fútbol
Bannockburn y Hillpark son muy afortunados de tener dos equipos de fútbol amateur de alta calidad, Bannockburn Amateurs (Est. 1968) y Milton Amateurs FC (Est. 1972).
Bannockburn Amateurs ganó la Copa Amateur del Oeste de Escocia por cuarta vez en 2009. 
Rugby
Bannockburn también recibe su propio Club de Rugby. Anteriormente conocido como St Modans HSFP RFC (creado en 1978), cambió su nombre a  Bannockburn RFC en 1996. Bannockburn juega actualmente en la Scottish Hydro Electric Regional League: Caledonia Division 2 Midlands. 